# UIDAI
UIDAI (англ. Unique Identification Authority of India; укр. Орган унікальної ідентифікації Індії — Агентство Індії з унікальної ідентифікації) — система ідентифікації громадян та резидентів Індії, а також урядове агентство, що управляє даною системою. Унікальний персональний номер, що присвоюється системою, називається AADHAAR. Ідентифікація здійснюється на основі анкетних даних, відбитків пальців та  фотографій райдужної оболонки ока. Система керує базою даних понад 1 млрд осіб, і вважається найбільшою в світі системою біо-ідентифікації.

## Історія

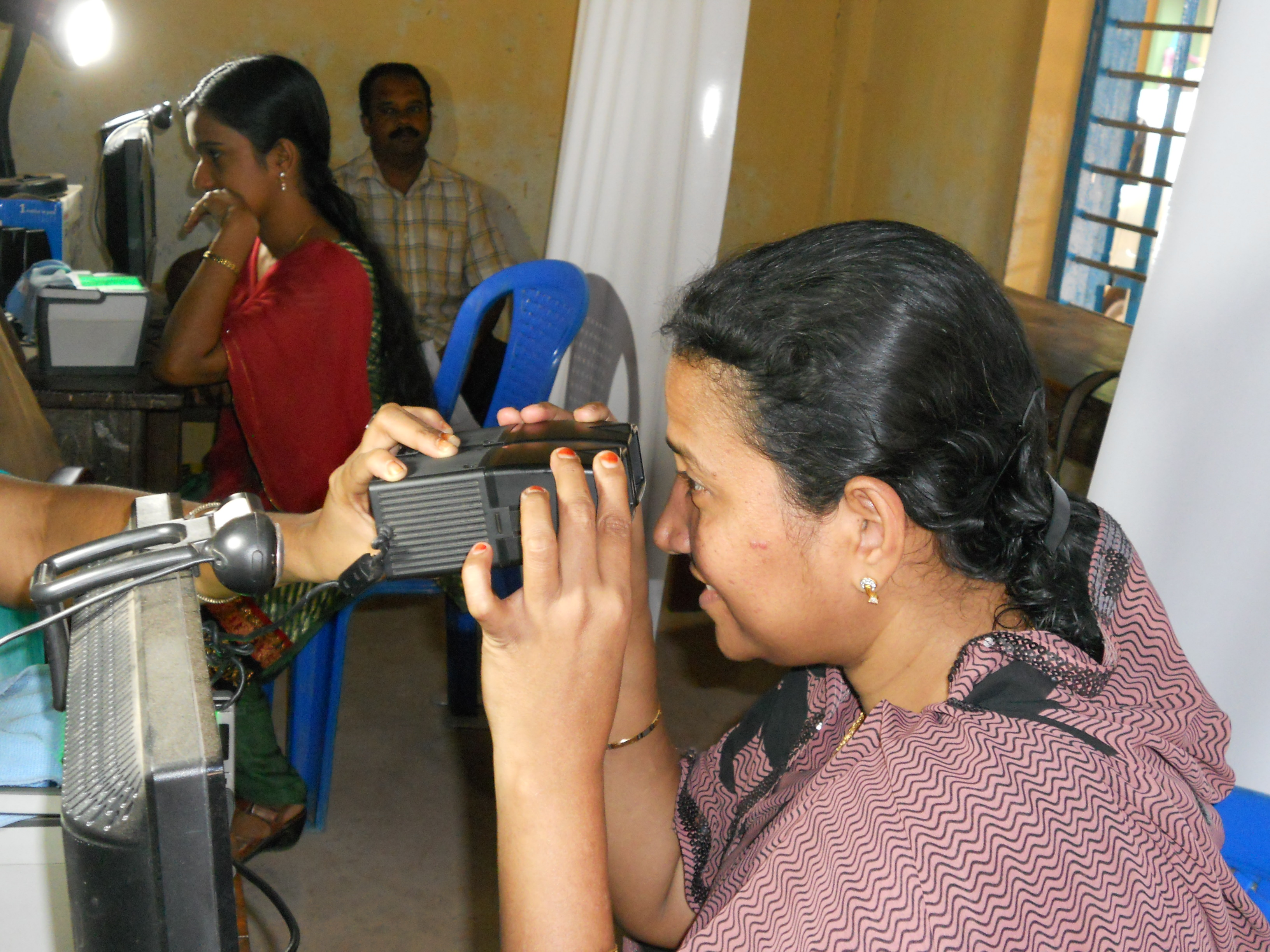
Процедура сканування очей під час реєстрації

Агентство засноване 28 січня 2009 року.
23 червня 2009 агентство очолив Нандан Нілекані, співзасновник Infosys.
26 листопада 2012 року прем'єр-міністр Індії Манмоган Сінґх затвердив порядок виплат державних субсидій громадянам безпосередньо на банківські рахунки, ідентифіковані за AADHAAR.

## Структура коду AADHAAR

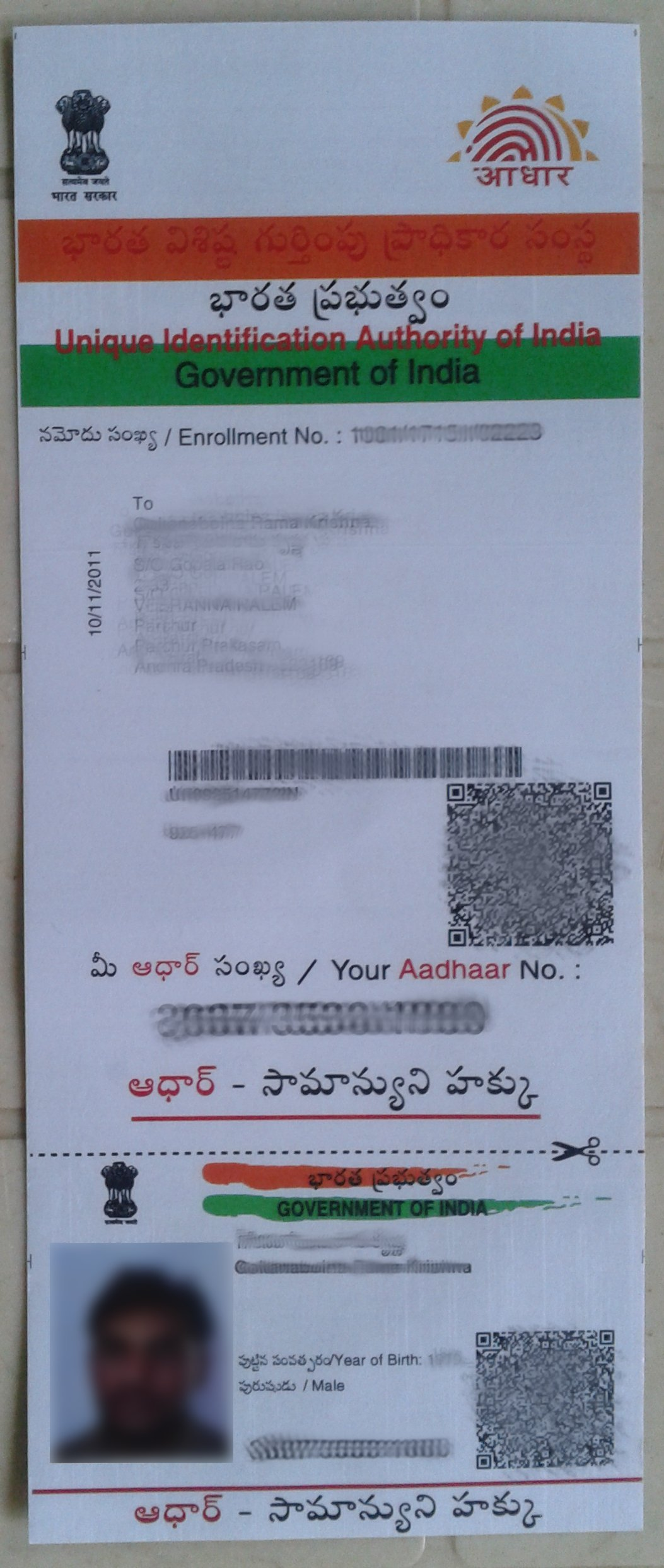
Приклад автентифікації AADHAAR (особисті дані заретушовано)

Код AADHAAR — унікальний ідентифікаційний номер з 12 цифр. Перші 11 цифр — автоматично сгенерований унікальний код, остання 12-а цифра — контрольна сума.
З 1 березня 2018 року UIDAI планує запровадити «віртуальні номери» Адахара — з 16 цифр.

## Використання
Код AADHAAR використовується при одержанні державних дотацій населенням (у тому числі продовольчих), як посвідчення особи, ідентифікації на робочих місцях, у національній платіжній системі тощо..

## Критика
Створення єдиної бази даних особистих даних викликає занепокоєння спеціалістів з інформаційної безпеки. Є повідомлення про успішний розрив механізму генерації параметрів карти, так само як і адміністративного доступу до самої бази даних.